# تام فان آسبروک
تام فان آسبروک (انگلیسی: Tom Van Asbroeck؛ زادهٔ ۱۹ آوریل ۱۹۹۰) دوچرخه‌سوار اهل بلژیک است.
از باشگاه‌هایی که در آن بازی کرده‌است می‌توان به اسپورت فلاندر-بالوزه، تیم لوتوان‌ال–یومبو، و کنندیل–دراپاک اشاره کرد.
وی در مسابقات کشوری و بین‌المللی در مجموع برندهٔ ۱ مدال برنز شده‌است.